# Xã Ross, Quận Butler, Ohio
Xã Ross (tiếng Anh: Ross Township) là một xã thuộc quận Butler, tiểu bang Ohio, Hoa Kỳ. Năm 2010, dân số của xã này là 8.355 người.